# كامل الباشا
كامل الباشا (ولد في 14 مارس 1962 في القدس)، مخرج وممثل مسرحي وسينمائي فلسطيني.

## سيرته الفنية
ولد عام 1962 في حي جبل المكبر في القدس الشرقية. درس المسرح في بغداد من 1979 إلى 1982. اعتقلته السلطات الإسرائيلية بعد عودته وسجن 18 شهرًا.
بعد إطلاق سراحه، مثل في عدد كبير من الأعمال المسرحية، كما كتب بعضًا منها وأخرج ما يقرب من 30 عملاً على خشبة المسرح. كانت بداياته المهنية مع فرقة مسرح الحكواتي، وبرز في النسخة العربية من مسرحية برتواد بريشت «الاستثناء والقاعدة». ألف وترجم عددا من الأعمال المسرحية ودرّس في الجامعات، وظهر أيضا في أدوار صغيرة في عدد من الأعمال الدرامية الفلسطينية في والتلفزيون والسينما. كان أول دور سينمائي رئيسي له دور ياسر عبد الله سلامة في فيلم قضية رقم 23 للمخرج اللبناني زياد الدويري.
تزوج من من الفنانة والمغنية الفلسطينية ريم تلحمي، وقد شاركته في عدد من الأعمال مثل «نص كيس رصاص»، و«كلهم ابنائي»، و«هاملت»، و«الملح الأخضر».

## أعماله الفنية

### أفلام
- 2002: حالة
- 2009: ليش صابرين؟
- 2014 الحلم وثائقي
- 2015: الحب والسرقة والتشابك الآخر المعروف أيضًا باسم الحب والسارقة ومشاكيل الأخرى بدور أبو مصطفى.
- 2015: سولومون ستون (فيلم) كمحقق شرطة
- 2016: تحدي إعاقتي، doc: منتج تنفيذي
- 2017: قضية رقم 23 ياسر عبد الله سلامة
- 2018: التقارير عن سارة وسليم كـ: أبو إبراهيم
- 2019: Green Grass as Hussen
- 2020: Traslater مثل البروفيسور رائد
- 2020: حظر تجول مثل يحيى
- 2023: وذكرنا وأنثانا

### مسلسلات
2017: السهام المارقه TV
2021:  خارج السيطرة
2022: الغرفة 207
2024: دواعي السفر

### مسرح

#### إخراج[4]
- كفرتا (1999)
- تاجر البندقية (2000)
- بلقيس (2003)
- أبو جابر الخليلي (2003)
- امرأة سعيدة (2004)
- العريس (2005)
- الأشباح (2006)
- كلهم أبنائي (2007)
- الملك لير (2007)
- على خطى هاملت (2009)
- على خد الحلم (2009)
- من القدس مع حبي (2010)
- فالنتاين داي (2011)
- محطات مارتن لوثر كينج (2011)
- زون 6 (2012)
- البساط (2014)
- مرزوك (2014)
- خارج السرب (2016)
- ضوّ الشمس بعزّ الليل (2017)
- شمال وسط جنوب (2017)
- قهوة زعترة (2018)
- الملح الأخضر (2019)
- هادية (2020)
- بابا وعدني (2021)
- لا غبار عليه (2021)
- بيوت (2022)

#### تأليف
- القميص المسروق (1990)
- مدينة السعادة (1994)
- كفرتا (1999)
- بلقيس (2003)
- مغامرات خضرة (2003)
- نص كيس رصاص (2010)
- البساط (2014)
- بينوكيو (2016)
- الطيب بهلول (2019)
- بابا وعدني (2021)
- لا غبار عليه (2021)

#### تمثيل
- موتى بلا قبور (1987)
- الملك راح ينام (1987)
- القميص المسروق (1990)
- الأيدي القذرة (1994)
- فلنمثل سترندبرغ (رقصة الموت) (1994)
- الزير سالم (2000)
- مش ع رمانة (2001)
- قصص تحت الاحتلال (2001)
- البحث عن حنظلة (2002)
- ابتسم أنت فلسطيني (2004)
- طار الحمام (2005)
- بيت الدمية (2007)
- ليل الليالي (2010)
- انتيجون (2011)
- زون 6 (2012)
- حقائق (2012)
- مذكرات دكتور بالمي (2013)
- أرق الجميلة النائمة (2014)
- ورد وياسمين (2015)
- أسرى الاحتلال (2019)

## جوائز
- جائزة أفضل ممثل بمهرجان Series Mania ٢٠٢٤ عن دوره في المسلسل الأسترالي بيت الأرباب [5]
- فاز بكأس فولبي 2017 لأفضل ممثل رجل خلال مهرجان البندقية السينمائي الدولي الرابع والسبعين عن دوره في فيلم قضية رقم 23 للمخرج اللبناني زياد الدويري.
- أفضل ممثل دور ثاني - مهرجان جمعية الفيلم السنوي - القاهرة 2020 عن فيلم حظر تجول [6]
- جائزة الإنجاز الإبداعي بمهرجان المركز الكاثوليكي للسينما - القاهرة 2021 عن فيلم حظر تجول [7]
- تكريم المهرجان الدولي للمسرح - الجزائر 2010[8]
- تكريم مهرجان القدس السينمائي الدولي - غزة 2019 [9]
- تكريم اتحاد الطلبة المقدسيين 2012
- تكريم مهرجان المنارة المسرحي - رام الله 2011

## روابط خارجية
- موقع كامل الباشا الرسمي